# Søren Lerby
Søren Lerby (Copenhage, 1 de fevereiro de 1958) é um ex-futebolista dinamarquês que atuava como meia. 
Tornou-se notório como o primeiro futebolista a entrar em campo em 2 partidas de futebol profissional no mesmo dia.

## Carreira
Lerby nasceu em Copenhague, filho do ex -jogador de futebol sub-21 dinamarquês Kaj Lerby. Lerby jogou futebol juvenil com os clubes locais B 1903, Taastrup IK e Fremad Amager. Ele teve sua estreia sênior com Fremad Amager, jogando 13 jogos e marcando três gols na temporada de primeira divisão de primeira divisão de 1975. Ele e o companheiro de equipe de Fremad Amager, Frank Arnesen, mudaram-se para o exterior para se tornarem futebolistas profissionais em novembro de 1975.
Eles mudaram para o clube holandês Ajax, quando Lerby tinha apenas 17 anos de idade. O primeiro jogo em casa de Lerby foi um 4-1 contra o Go Ahead Eagles em 11 de abril de 1976. Ele ganhou três títulos da liga holandesa Eredivisie em seus primeiros seis anos no Ajax, nas temporadas 1976-77, 1978-79 e 1979-80. No verão de 1981, ele foi nomeado capitão da equipe. Nas duas temporadas em que Lerby foi capitão, o Ajax venceu mais dois campeonatos holandeses com grandes diferenças de gols.
Ele se mudou para a Alemanha em 1983, substituindo o meia Paul Breitner no Bayern de Munique. Ele permaneceu lá por três anos, vencendo duas Bundesliga e duas copas da Copa da Alemanha. Sua carreira continuou para o time francês AS Monaco onde jogou só uma temporada (1986-870, atuou em 27 jogos e marcou 3 gols.
Lerby mudou-se para a Holanda em 1987 e foi reencontrado com Frank Arnesen no rival do Ajax, PSV Eindhoven. Ele fez parte da seleção de 1988 do PSV, Jan Heintze e Ivan Nielsen, apesar de Frank Arnesen não ter jogado a final contra o SL Benfica devido a uma lesão. Lerby terminou sua carreira ativa em 1990.
Lerby era um jogador que sempre foi cometido e um líder da equipe. Certa vez ele jogou dois jogos competitivos em dois países em um único dia em 13 de novembro de 1985: primeiro à tarde uma partida de classificação da Copa do Mundo com a Dinamarca contra a República da Irlanda em Dublin, sendo substituído por ter ajudado a garantir uma liderança sólida. noite de um jogo da Copa da Alemanha com o Bayern de Munique contra o VfL Bochum, entrando como substituto no intervalo. Dinamarca se classificou para a Copa do Mundo de 1986 e o Bayern ergueu a taça. 
Lerby sempre brincou com suas "meias para baixo" - meias curtas ou compridas, mas sempre sem caneleiras. Isso era bastante incomum e seria contra as regras hoje.

## Seleção
Enquanto jogador juvenil do Taastrup IK, Lerby foi convocado para a seleção dinamarquesa de sub-17 em outubro de 1973. Ele estreou na seleção dinamarquesa de sub-19 em abril de 1974, e representou a equipe na União Europeia de 1974 e 1975. 19 campeonatos de futebol. Ele também jogou três partidas pela seleção dinamarquesa de sub-21. Enquanto no Ajax, ele fez sua estreia equipe sênior dinamarquesa contra a República da Irlanda em maio de 1978, marcando um gol no empate 3-3. Lerby foi selecionado para a seleção dinamarquesa na Eurocopa de 1984, onde jogou em todos os quatro jogos da Dinamarca e marcou um gol na semifinal contra a Espanha, que eliminou a Dinamarca na disputa de pênaltis. Na Copa do Mundo de 1986, disputou os quatro jogos da Dinamarca, marcando na vitória por 6 a 1 da Dinamarca contra o Uruguai. Também fez parte do elenco da Eurocopa de 1988. Pela seleção principal foram 67 jogos e 10 gols marcados. 

## Títulos
Ajax:
Eredivisie: 1976-1977 , 1978-1979 , 1979-1980 , 1981-1982 e 1982-1983
Bayern München:
Bundesliga:  1984-1985 e 1985-1986
Copa da Alemanha: 1983-1984 e 1985-1986
PSV Eindhoven:
Liga dos Campeões da UEFA: 1987-88
Eredivisie: 1987-1988 e 1988-1989